# HAT-P-1b
HAT-P-1b este o exoplanetă care orbitează în jurul stelei asemănătoare Soarelui HAT-P-1, cunoscută și sub numele de ADS 16402 B. HAT-P-1 este componenta mai slab luminoasă a sistemului binar de stele ADS 16402. Este situată la aproximativ 521 de ani-lumină distanță de Pământ, în constelația Șopârla. HAT-P-1b este printre cele mai puțin dense exoplanete cunoscute.

## Descoperire
HAT-P-1b a fost detectată prin căutarea tranziturilor astronomice ale stelei sale gazdă, realizată de planetele aflate în orbită. Atunci când planeta trece în fața stelei sale gazdă (văzută de pe Pământ), ea blochează o cantitate mică din lumina stelei care ajunge la noi. HAT-P-1b a fost detectată pentru prima dată printr-o scădere de 0,6% a luminii stelei. Acest lucru a permis determinarea razei planetei și a perioadei sale orbitale. Descoperirea a fost făcută de proiectul HATNet (Hungarian Automated Telescope Network) folosind telescoape la Observatorul Fred Lawrence Whipple de pe Mount Hopkins din Arizona și de la instalația Submillimeter Array din Hawaii. A fost confirmată ulterior, iar parametrii orbitali au fost determinați prin măsurători de viteză radială efectuate la telescoapele Subaru de 8,2 m și Keck de 10 m. Anunțul descoperirii a fost făcut pe 14 septembrie 2006.  

## Orbită și masă
HAT-P-1b este situată pe o orbită foarte apropiată de steaua sa, completând-o în doar 4,47 zile. Prin urmare, se încadrează în categoria Jupiterilor fierbinți. La o distanță de doar 8,27 milioane de kilometri de stea, forțele mareelor ar circulariza orbita dacă nu ar exista un alt corp perturbator în sistem. În prezent, măsurătorile existente nu sunt suficiente pentru a determina excentricitatea orbitală, așa că descoperitorii au presupus o orbită aproape circulară. Cu toate acestea, studiile ulterioare au indicat că excentricitatea planetei nu este mai mare de 0,067.
Pentru a determina masa planetei, Consorțiul N2K a efectuat măsurători ale variațiilor de viteză radială ale stelei. Acest lucru a fost realizat prin observarea deplasării Doppler din spectrul stelei. Combinând aceste date cu înclinația cunoscută a orbitei, determinată prin observații de tranzit, s-a demonstrat că masa planetei este de 0,53±0,04 ori mai mare decât cea a lui Jupiter. 

## Rotație
În august 2008, cea mai recentă estimare a efectului Rossiter–McLaughlin pentru HAT-P-1b, și implicit a unghiului de rotație a orbitei, era de 3,7 ±2.1°. 

## Caracteristici
După cum o demonstrează masa sa mare și raza planetară, HAT-P-1b este un gigant gazos, cel mai probabil compus în principal din hidrogen și heliu. Emisia radicalilor C 2, CN și CH din atmosfera planetei a fost detectată în 2022. Atmosfera planetei este mai degrabă neclară decât noroasă, cu o proporție observată a suprafeței norilor de 22 +5
−3 la sută.
Teoriile actuale prezic că astfel de planete s-au format în regiunile exterioare ale sistemelor lor solare și au migrat ulterior spre interior pe orbitele lor actuale.
HAT-P-1b este semnificativ mai mare decât prezic modelele teoretice. Acest lucru ar putea indica prezența unei surse suplimentare de căldură în interiorul planetei. O posibilă cauză ar fi încălzirea mareelor datorită unei orbite excentrice, o ipoteză care nu a fost exclusă de măsurătorile disponibile. Cu toate acestea, o altă planetă cu o rază semnificativ umflată, HD 209458 b, se află pe o orbită circulară.
O altă posibilitate este ca planeta să aibă o înclinare axială mare, similară cu cea a lui Uranus din Sistemul Solar. Problema cu această explicație constă în dificultatea presupusă de a induce o planetă în această configurație, făcând problematică existența a două astfel de planete printre cele cunoscute care tranzitează stelele lor.

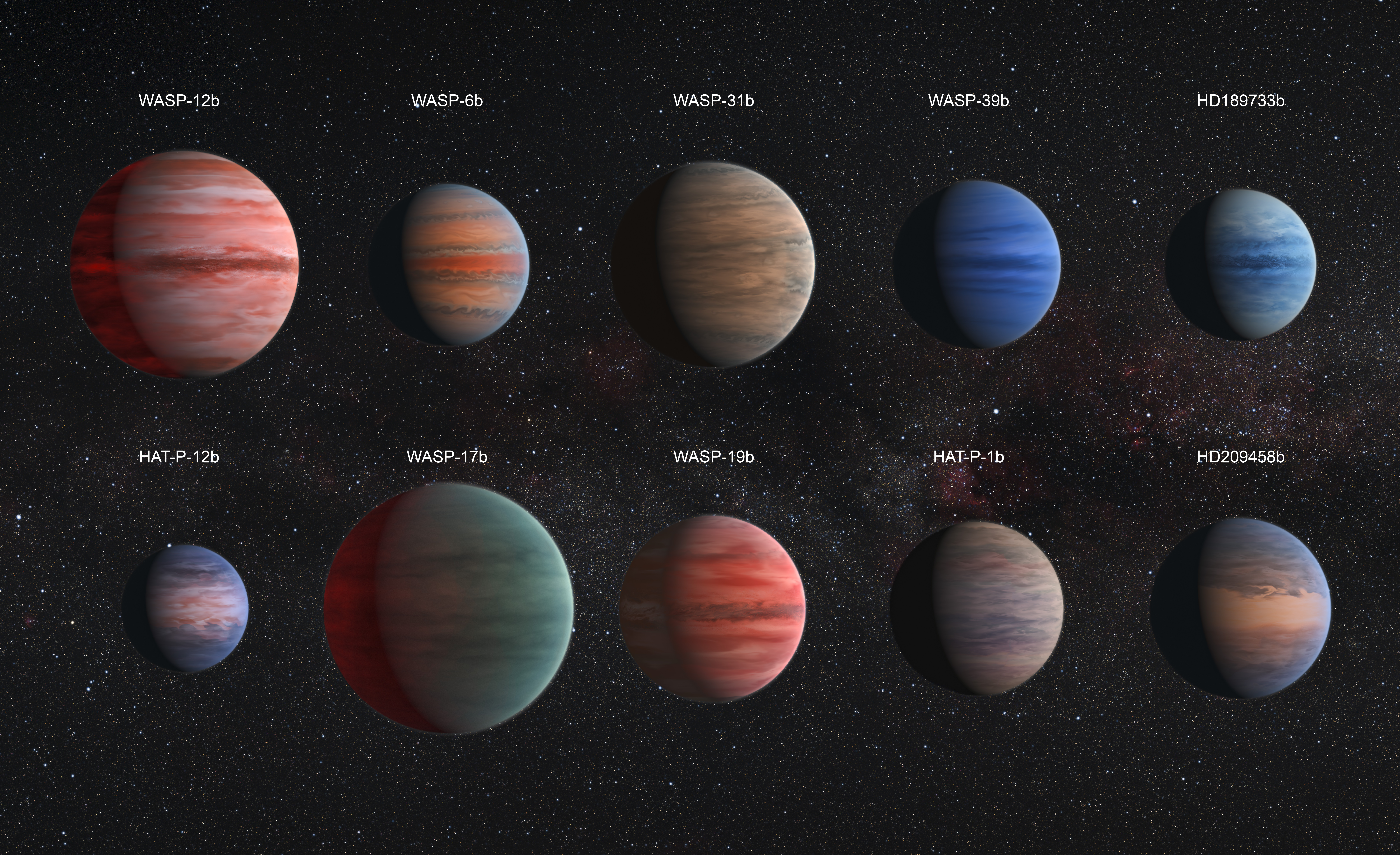
Comparație dintre exoplanete de tip „Jupiter fierbinte” (concept de artist).De la stânga sus la dreapta jos: WASP-12b, WASP-6b, WASP-31b, WASP-39b, HD 189733b, HAT-P-12b, WASP-17b, WASP-19b, HAT-P-1b și HD 209458b.